# Ethelum gezei
Ethelum gezei är en kräftdjursart som beskrevs av Paulian de Felice 1941. Ethelum gezei ingår i släktet Ethelum och familjen Eubelidae. Inga underarter finns listade i Catalogue of Life.